# Риу-Вермелью (микрорегион)

Риу-Вермелью на карте.

Риу-Вермелью (порт. Microrregião do Rio Vermelho) — микрорегион в Бразилии, входит в штат Гояс. Составная часть мезорегиона Северо-запад штата Гойас. Население составляет 88 389 человек (на 2010 год). Площадь — 20 206,760 км². Плотность населения — 4,37 чел./км².

## Демография
Согласно сведениям, собранным в ходе переписи 2010 г. Национальным институтом географии и статистики (IBGE), население микрорегиона составляет:						
| Полное население                             | Полное население                             | Полное население                             | Полное население                             | 88 389 |
| -------------------------------------------- | -------------------------------------------- | -------------------------------------------- | -------------------------------------------- | ------ |
| в том числе:                                 | Городское население                          | 65 956                                       | Процент городского населения, %              | 74,62  |
|                                              | Сельское население                           | 22 433                                       | Процент сельского населения, %               | 25,38  |
|                                              | Мужское население                            | 44 698                                       | Процент мужского населения, %                | 50,57  |
|                                              | Женское население                            | 43 691                                       | Процент женского населения, %                | 49,43  |
| Плотность населения, чел/км²                 | Плотность населения, чел/км²                 | Плотность населения, чел/км²                 | Плотность населения, чел/км²                 | 4,37   |
| Население микрорегиона в % к населению штата | Население микрорегиона в % к населению штата | Население микрорегиона в % к населению штата | Население микрорегиона в % к населению штата | 1,47   |

## Статистика
- Валовой внутренний продукт на 2003 год составляет 634 598 559,00 реалов (данные: Бразильский институт географии и статистики).
- Валовой внутренний продукт на душу населения на 2003 год составляет 6882,99 реала (данные: Бразильский институт географии и статистики).
- Индекс развития человеческого потенциала на 2000 год составляет 0,726 (данные: Программа развития ООН).

## Состав микрорегиона
В составе микрорегиона включены следующие муниципалитеты:
1. Арагуапас
2. Аруанан
3. Британия
4. Файна
5. Гояс
6. Итапирапуан
7. Жусара
8. Матриншан
9. Санта-Фе-ди-Гояс